# Lankaran
Lankaran (tiếng Azerbaijani: 'Lənkəran'; cũng là, Länkäran, Lencoran, và Lenkoran’) là một thành phố ở Azerbaijan, bên bờ biển Caspi, gần biên giới phía nam với Iran. Thành phố có dân số 83.300 người (tổng điều tra năm 2010). Thành phố nằm bên cạnh, nhưng độc lập khỏi Lankaran rayon. 
Có những bãi biển cát gần Lankaran. Các suối nước khoáng nằm ở 12 km về phía tây của thành phố. Ngoài ra về phía tây là những tàn tích của lâu đài Ballabur, gần ngôi làng cùng tên.
Khu vực có diện tích rộng lớn của vườn quốc gia, nơi một loạt các động vật và thực vật được bảo tồn. Khu bảo tồn Nhà nước Gizil-Agach có hơn 250 loại thực vật, 30 loài cá và hơn 220 loại chim. Lankaran còn nổi tiếng với Parrotia persica. Đây là loài tự nhiên phát triển trong khu vực và có thể được nhìn thấy tại vườn quốc gia Hirkan.

## Khí hậu
| Dữ liệu khí hậu của Lenkaran                   | Dữ liệu khí hậu của Lenkaran | Dữ liệu khí hậu của Lenkaran | Dữ liệu khí hậu của Lenkaran | Dữ liệu khí hậu của Lenkaran | Dữ liệu khí hậu của Lenkaran | Dữ liệu khí hậu của Lenkaran | Dữ liệu khí hậu của Lenkaran | Dữ liệu khí hậu của Lenkaran | Dữ liệu khí hậu của Lenkaran | Dữ liệu khí hậu của Lenkaran | Dữ liệu khí hậu của Lenkaran | Dữ liệu khí hậu của Lenkaran | Dữ liệu khí hậu của Lenkaran |
| Tháng                                          | 1                            | 2                            | 3                            | 4                            | 5                            | 6                            | 7                            | 8                            | 9                            | 10                           | 11                           | 12                           | Năm                          |
| ---------------------------------------------- | ---------------------------- | ---------------------------- | ---------------------------- | ---------------------------- | ---------------------------- | ---------------------------- | ---------------------------- | ---------------------------- | ---------------------------- | ---------------------------- | ---------------------------- | ---------------------------- | ---------------------------- |
| Trung bình ngày tối đa °C (°F)                 | 7.2 (45.0)                   | 7.2 (45.0)                   | 11.0 (51.8)                  | 17.5 (63.5)                  | 22.5 (72.5)                  | 27.2 (81.0)                  | 30.4 (86.7)                  | 29.5 (85.1)                  | 25.9 (78.6)                  | 19.9 (67.8)                  | 14.1 (57.4)                  | 10.1 (50.2)                  | 18.5 (65.4)                  |
| Tối thiểu trung bình ngày °C (°F)              | 0.0 (32.0)                   | 1.0 (33.8)                   | 3.9 (39.0)                   | 8.6 (47.5)                   | 13.1 (55.6)                  | 17.5 (63.5)                  | 20.1 (68.2)                  | 19.7 (67.5)                  | 16.9 (62.4)                  | 11.8 (53.2)                  | 6.7 (44.1)                   | 2.5 (36.5)                   | 10.2 (50.3)                  |
| Lượng Giáng thủy trung bình mm (inches)        | 91 (3.6)                     | 114 (4.5)                    | 90 (3.5)                     | 50 (2.0)                     | 54 (2.1)                     | 22 (0.9)                     | 17 (0.7)                     | 50 (2.0)                     | 143 (5.6)                    | 259 (10.2)                   | 168 (6.6)                    | 88 (3.5)                     | 1.146 (45.2)                 |
| Số ngày giáng thủy trung bình                  | 10                           | 10                           | 11                           | 8                            | 8                            | 3                            | 2                            | 4                            | 7                            | 13                           | 12                           | 9                            | 97                           |
| Số giờ nắng trung bình tháng                   | 105.4                        | 98.9                         | 124.0                        | 171.0                        | 226.3                        | 282.0                        | 306.9                        | 254.2                        | 189.0                        | 127.1                        | 99.0                         | 108.5                        | 2.092,3                      |
| Nguồn 1: Tổ chức Khí tượng Thế giới (UN)       |                              |                              |                              |                              |                              |                              |                              |                              |                              |                              |                              |                              |                              |
| Nguồn 2: Đài thiên văn Hồng Kông (chỉ đo nắng) |                              |                              |                              |                              |                              |                              |                              |                              |                              |                              |                              |                              |                              |

## Thành phố kết nghĩa
Lankaran kết nghĩa với:
- Monterey, Hoa Kỳ (từ năm 2011)